# Sergio van Dijk
Sergio van Dijk (Assen, 6 agosto 1982) è un ex calciatore olandese naturalizzato indonesiano, di ruolo attaccante.

## Carriera

### Club
Van Dijk esordisce nel calcio professionistico con il Groningen, in Eerste Divisie, seconda serie olandese. Nella stagione 2000-2001 contribuisce con 2 presenze e 1 goal alla promozione della squadra in Eredivisie. In prima categoria Sergio non gioca e viene ceduto al termine della stagione al Helmond Sport. Nel 2005 viene ceduto all'Emmen.

#### Brisbane Roar
Il 16 giugno 2008 firma un contratto biennale con i Brisbane Roar (che all'epoca si chiamavano Queensland Roar), dopo aver impressionato lo staff con la sua tecnica in due partite alla fine di maggio, una contro il Redlands United  e l'altra contro una selezione della Gold Cost.
Van Dijk segna un gol nelle prime dieci partite, mettendo a segno anche 6 assist. Nelle successive nove partite segna nove gol (tra cui anche una doppietta nella partita contro i Central Coast Mariners) riscattandosi dalle critiche ricevute.
Il 17 gennaio 2009 diventa il primo giocatore dei Roar a segnare una tripletta nella vittoria per 3-1 contro il Sydney FC.

#### Adelaide United
L'11 febbraio 2010 van Dijk firma un contratto semestrale con l'Adelaide United, per il club impegnato nella AFC Champions League. Fa il suo debutto il 24 febbraio nella partita contro i campioni in carica del Pohang Steelers, vinta per 1-0. Van Dijk segna il suo primo gol con la nuova maglia nella seconda giornata della competizione, nella partita vinta 2-0 contro lo Shandong Luneng
Il 14 marzo 2010 van Dijk firma un contratto di tre anni con l'Adelaide United.

#### Persib Bandung
Nel febbraio del 2013 van Dijk firma per il Persib Bandung, club militante nella massima serie indonesiana. Al suo debutto nel match perso 2-1 contro il Persisam Samarinda segna il suo primo goal con la nuova maglia.

#### Sepahan
Nel dicembre del 2014 van Dijk firma con il Sepahan, squadra della prima serie iraniana.

#### Suphanburi
Dopo mezza stagione Sergio si trasferisce in Thailandia, per giocare nella formazione del Suphanburi, con un contratto biennale.

#### Ritorno all'Adelaide United e Persib Bandung
Tre anni dopo il suo addio, van Dijk viene acquistato e ritorna all'Adelaide United. Tuttavia, durante il suo secondo soggiorno in Australia non trova nemmeno una presenza in campionato e rescinde il contratto a fine stagione.
Dopo essere rimasto senza club inizia ad allenarsi con il suo ex club, l'Emmen, fino a che nel maggio del 2016 non accetta il contratto del Persib Bandung, dove aveva già militato durante la stagione 2013-2014.

### Nazionale
Il 19 luglio 2010 van Dijk dichiara di voler giocare per la nazionale indonesiana.

## Palmarès
- Capocannoniere campionato australiano: 1

2010-2011